# Axel Johnsongruppen
Axel Johnsongruppen är en svensk företagssfär som ägs av Antonia Ax:son Johnson med familj. Gruppens ursprung är firman A. Johnson & Co, som grundades av Antonia Ax:son Johnsons farfarsfar Axel Johnson 1873. Den består av de fyra fristående koncernerna Axel Johnson AB, Axel Johnson, Inc., Axfast samt AltoCumulus.

## Axel Johnson
Axel Johnson AB äger företag inom handel och tjänster i Europa, främst i Norden. Totalt omsätter de hel- och delägda bolagen i Axel Johnson-koncernen cirka 145 miljarder kronor och gjorde ett resultat på 4,1 miljarder (2024). Totalt har gruppen cirka 30 000 anställda (2024). 
Vd är Caroline Berg som också är ägare i femte generationen.

### Helägda bolag
- Axel Johnson International, industrigrupp
- AxSol, samlar gruppens verksamheter inom solenergi
- Martin & Servera, restauranggrossist
- Novax, investeringsbolag, hel- eller delägare i bland annat Academic Work, Apohem, Filippa K, RCO Security, ingrediensgruppen Ingå Group och gymkedjan STC.

### Delägda bolag
- Axfood (Dagab, Willys, Hemköp, Axfood Närlivs, Tempo, Handlar'n, Direkten och Urban Deli)
- Dustin, återförsäljare av IT-produkter med tillhörande tjänster

### Tidigare ägda företag
- Bevakningsföretaget Svensk Bevakningstjänst ägdes mellan 1995 och 2014 men avyttrades till det norska företaget Nokas A/S.[2]
- Under åren 2006-2016 var Axel Johnson majoritetsägare i bilservicekedjan Mekonomen, som 2016 avyttrades till amerikanska LKQ Corporation.
- Åhléns, varuhuskedja med skönhet, hem och mode (såldes 2022)[3]

## Axel Johnson Inc.
Axel Johnson Inc. är moderbolag för gruppens verksamheter i USA.
- Brazeway
- HighRes Biosolutions
- ConforMIS
- Kinetico
- Mountain Lumber
- Parkson
- Skjodt-Barrett
- Walk2Campus

## Axfast
Axfast är en fastighetskoncern som är speciellt inriktad på handels-, logistik- och kontorsfastigheter i Sverige. Bland hyresgästerna återfinns flera av Axel Johnsongruppens bolag, t.ex. Willys, Hemköp.

## AltoCumulus
AltoCumulus arbetar med kapitalförvaltning och har kontor i Stockholm och Luxemburg. 

## Nordstjernan
Nordstjernan är ett familjekontrollerat investeringsföretag med aktivt ägande i nordiska företag. Axel Johnsongruppens ägarandel i Nordstjernan uppgår till 6 procent.

## Axfoundation
Axfoundation - Antonia Ax:son Johnson Foundation for Sustainable Development är en fristående, icke-vinstdrivande verksamhet som grundades 1993. Axfoundation arbetar för ett mer miljömässigt och socialt hållbart samhälle. Ett av initiativen som Axfoundation ligger bakom är etablerings- och integrationssatsningen ÖppnaDörren, som verkar för ett öppnare Sverige och ökade kontakter mellan nya och etablerade svenskar.

## Samarbete med högskolor och universitet
Företaget deltar i Handelshögskolan i Stockholms partnerprogram genom bidrag till högskolan som stöd till forskning och utbildning. 2018 lanserade Handelshögskolan Antonia Ax:son Johnson Tutorial Program, i syfte att främja fördjupat lärande och dialog mellan studenter och lärare. Programmet är finansierat av Axel Johnson gruppen genom en donation på 50 miljoner kronor år 2017.